# Mazus celsioides
Mazus celsioides är en tvåhjärtbladig växtart som beskrevs av Hand.-mazz.. Mazus celsioides ingår i släktet Mazus och familjen Mazaceae. Inga underarter finns listade i Catalogue of Life.